# Ферріленд
Ферріленд (англ. Ferryland) — містечко в Канаді, у провінції Ньюфаундленд і Лабрадор.

## Населення
За даними перепису 2016 року, містечко нараховувало 414 осіб, показавши скорочення на 11,0 %, порівняно з 2011 роком. Середня густина населення становила 30,4 осіб/км².
З офіційних мов обома одночасно володіли 5 жителів, тільки англійською — 405, тільки французькою — 5.
Працездатне населення становило 54,3 % усього населення, рівень безробіття — 18,2 % (13 % серед чоловіків та 23,8 % серед жінок). 75 % осіб були найманими працівниками, а 20,5 % — самозайнятими.

## Клімат
Середня річна температура становить 5,4 °C, середня максимальна — 19,3 °C, а середня мінімальна — −8,6 °C. Середня річна кількість опадів — 1603 мм.
| Клімат поселення                              | Клімат поселення | Клімат поселення | Клімат поселення | Клімат поселення | Клімат поселення | Клімат поселення | Клімат поселення | Клімат поселення | Клімат поселення | Клімат поселення | Клімат поселення | Клімат поселення | Клімат поселення |
| Показник                                      | Січ.             | Лют.             | Бер.             | Квіт.            | Трав.            | Черв.            | Лип.             | Серп.            | Вер.             | Жовт.            | Лист.            | Груд.            |                  |
| Середній максимум, °C                         | 1,11             | 0,46             | 2,86             | 6,88             | 10,96            | 15,03            | 18,14            | 19,26            | 15,93            | 11,42            | 7,16             | 2,75             |                  |
| Середня температура, °C                       | −3,4             | −4,06            | −1,64            | 2,37             | 6,45             | 10,54            | 14,74            | 15,88            | 12,52            | 8,02             | 3,78             | −0,66            |                  |
| Середній мінімум, °C                          | −7,91            | −8,55            | −6,16            | −2,15            | 1,94             | 6,03             | 11,35            | 12,48            | 9,14             | 4,63             | 0,36             | −4,07            |                  |
| Норма опадів, мм                              | 155              | 134              | 143              | 133              | 120              | 113              | 110              | 105              | 135              | 143              | 158              | 154              |                  |
| Середньомісячна швидкість вітру, м/с          | 8.75             | 7.83             | 7.39             | 6.79             | 5.99             | 5.49             | 5.29             | 5.38             | 6.08             | 7.01             | 7.73             | 8.49             |                  |
| Середньомісячна сонячна радіація, кДж/м²·день | 4151             | 6968             | 10727            | 14043            | 17115            | 19107            | 19230            | 16263            | 12254            | 7416             | 4336             | 3229             |                  |
| --------------------------------------------- | ---------------- | ---------------- | ---------------- | ---------------- | ---------------- | ---------------- | ---------------- | ---------------- | ---------------- | ---------------- | ---------------- | ---------------- | ---------------- |
| Джерело:                                      |                  |                  |                  |                  |                  |                  |                  |                  |                  |                  |                  |                  |                  |